# Pussy Galore (James Bond)
Pour l’article homonyme, voir Pussy Galore pour le groupe de rock.
Pussy Galore est l'un des personnages féminins du roman de James Bond, Goldfinger - Opération Chloroforme. Elle apparaît aussi dans l'adaptation cinématographique, Goldfinger.

## Biographie
Dans le roman, elle est l'une des rares femmes à faire partie du crime organisé. C'est une ancienne artiste de trapèze, avec sa bande Pussy Galore and her Abrocats, qui faute de succès se recycle dans le cambriolage.
Sa bande s'accroît via une organisation lesbienne de Harlem appelée The Cement Mixers. Elle explique à James Bond qu'elle a été violée par son oncle à l'âge de 12 ans.
Son groupe est engagé par Auric Goldfinger pour son opération Grand Slam à Fort Knox.

## Physique
Elle a les cheveux noirs dans le roman, alors qu'elle est blonde dans le film. Elle a les yeux violets dans le roman, les plus beaux jamais vus par James Bond.
Homosexuelle, elle dirige un gang de voleuses qui s'associe au méchant Goldfinger.
Pourtant, à la fin du roman, elle se retourne contre son associé et sauve James Bond, lui permettant de contrecarrer le plan du méchant.

## Nom du personnage
D'un point de vue linguistique, pussy signifie « chatte » et galore signifie « à profusion » (comme dans l'expression Candy Galore : « bonbons à profusion » ou « bonbons à gogo »). Le nom « Pussy Galore » est donc assez osé et montre le goût de Ian Fleming pour le double sens.
Quand Pussy Galore se présente à James et donne son nom, il répond : « I must be dreaming! » (« je dois être en train de rêver »). Pour un public anglophone, cela double le clin d'œil déjà risqué avec le sous-entendu du nom de la dame.

## Œuvres dans lesquelles le personnage apparaît

### Romans
- 1959 : Goldfinger (également paru sous le titre Opération Chloroforme) de Ian Fleming
- 2015 : Déclic mortel (Trigger Mortis) de Anthony Horowitz[1],[2]

### Films
- 1964 : Goldfinger de Guy Hamilton, interprétée par Honor Blackman[3],[4]

### Jeux vidéo
- 2002 : 007 Nightfire (mode multijoueur)
- 2004 : GoldenEye : Au service du Mal (GoldenEye: Rogue Agent), doublée par Jeannie Elias
- 2012 : 007 Legends, doublée par Natasha Little